# Mátrix (film)
A Mátrix (eredeti cím: The Matrix) 1999-ben bemutatott amerikai–ausztrál koprodukcióban készült sci-fi film Lana és Lilly Wachowski írásában és rendezésében, Keanu Reeves, Laurence Fishburne, Carrie-Anne Moss, Joe Pantoliano és Hugo Weaving főszereplésével.
1999. március 31-én mutatták be az Egyesült Államokban. Később további filmek, képregények, videójátékok és animációk követték.
A film számos utalást tartalmaz a cyberpunk és hacker szubkultúrákra; filozófiai és vallási elméleteket is felvonultat, úgymint buddhista, Védánta, messianizmus, dualizmus, szókratészi és platóni ideológiák. Mindemellett fejet hajt az Alice Csodaországban, a hongkongi akciófilmek (a koreográfiát Yuen Woo-ping készítette) és a japán animáció előtt.
A film híressé vált képi hatásairól is, mint például a bullet time néven ismert lassított felvételek.
Matrixnak nevezett intelligens számítógép, benne olyan virtuális világgal, amibe a szereplők beléphetnek, már 1976-ban is létezett az angol Doctor Who sci-fi sorozat The Deadly Assassin c. epizódjában.

## Rövid történet
Egy disztopikus jövőben az érzékelt világ valójában a Mátrix – egy szimulált valóság, amelyet a mesterséges intelligenciával rendelkező gépek alkottak meg és kibernetikus csatlakozókkal kapcsolják rá az emberek agyát.

## Cselekmény
|  | Alább a cselekmény részletei következnek! |

Thomas Anderson programozó egy nagy számítástechnikai cégnél dolgozik, éjjel azonban Neo néven hacker az interneten. Kutatásai közben egyre gyakrabban találkozik a Mátrixszal. Egyik este valaki kapcsolatba lép vele a számítógépén keresztül, és arra utasítja, hogy kövesse a fehér nyulat. Nem sokkal később kopogtatnak nála, és bulizni hívják. Az egyik lány vállán egy tetovált fehér nyulat fedez fel. Elmegy egy éjszakai szórakozóhelyre, ahol megismerkedik Trinityvel, a hackerlánnyal. A lány felajánlja neki, hogy bemutatja Morpheusnak, akitől megtudhatja, mi az a Mátrix. Másnap késve érkezik a munkába, és kap egy telefont magától Morpheustól, hogy az ügynökök jönnek érte. Morpheus próbál segíteni Neónak, hogy kijusson, de végül elkapják, és a testébe ültetnek egy poloskát. Ezután találkozik  Morpheusszal, aki két pirulát ajánl fel neki: ha a pirosat veszi be, akkor tovább folytatódik az egész, ha a kéket, akkor felébred otthon, és semmire nem fog emlékezni. Neo végül a pirosat veszi be, így kezdetét veszi a kaland. Kiderül, hogy ő a kiválasztott, aki végre képes legyőzni az ügynököket. 
|  | Itt a vége a cselekmény részletezésének! |

## Szereplők
| Szereplő                 | Színész            | Magyar hang        |
| ------------------------ | ------------------ | ------------------ |
| Thomas A. Anderson / Neo | Keanu Reeves       | László Zsolt       |
| Morpheus                 | Laurence Fishburne | Gáti Oszkár        |
| Trinity                  | Carrie-Anne Moss   | Nagy-Kálózy Eszter |
| Smith ügynök             | Hugo Weaving       | Rátóti Zoltán      |
| Cypher                   | Joe Pantoliano     | Epres Attila       |
| Dozer                    | Anthony Ray Parker | Bognár Tamás       |
| Tank                     | Marcus Chong       | Görög László       |
| Switch                   | Belinda McClory    | Schell Judit       |
| Apoc                     | Julian Arahanga    | Hannus Zoltán      |
| Mouse                    | Matt Doran         | Dévai Balázs       |
| Az Orákulum              | Gloria Foster      | Szabó Éva          |
| Brown ügynök             | Paul Goddard       | Rosta Sándor       |
| Jones ügynök             | Robert Taylor      | Sörös Sándor       |
| Choi                     | Marc Gray          | Rába Roland        |
| Rhineheart               | David Ashton       | Németh Gábor       |
| Papnő                    | Denni Gordon       | Kocsis Mariann     |
| Rendőrhadnagy            | Bill Young         | Pálfai Péter       |
| FedEx-futár              | David O'Connor     | Tzafetás Roland    |
| Biztonsági őr            | Luke Quinton       | Lázár Sándor       |
| Üzletember               | Jeremy Ball        | Kajtár Róbert      |

## Produkció

### Zene
- Rock Is Dead – Marilyn Manson
- Spybreak – Propellerheads
- Bad Blood – Ministry
- Clubbed to Death [Kurayamino Mix] – Rob D.
- Prime Audio Soup – Meat Beat Manifesto
- Leave You Far Behind – Lunatic Calm
- Mindfields – The Prodigy
- Dragula [Hot Rod Herman Remix] – Rob Zombie
- My Own Summer (Shove It) – Deftones
- Ultrasonic Sound – Hive
- Look to Your Orb for the Warning – Monster Magnet
- Du hast – Rammstein
- Wake Up – Rage Against the Machine
- Dissolved Girl – Massive Attack (az albumon nem szerepel, de hallható a filmben)

## Bemutató
A Mátrixot 1999. március 31-én mutatták be először. 171 millió dollár bevétele volt Észak-Amerikában, 292 millió dollár fölött volt a különböző külföldi jegypénztárakban, tehát 463 millió dollárt hozott világszerte. Később az első DVD-t több mint hárommillió példányban adták el az Egyesült Államokban. The Ultimate Matrix Collectiont 2007. május 22-én mutatták be HD DVD-n és 2008. október 14-én Blu-ray-en.
A filmet bemutatták 10. évfordulós kiadásban Blu-ray-en, Digibook formátumban, 2009. március 31-én, 10 évvel a film bemutatása után.

## Kritikai fogadtatás
A Metacritic oldalán 73/100, 35 kritikából. A San Francisco Chronicle nagyon lehúzta a filmet, de a többi kritika 50-esnél nem rosszabb.
Például:
The New York Times 70/100
Washington Post 80/100
L.A. Weekly 90/100

## Jelentősebb díjak és jelölések

### Oscar-díj(2000)
- díj: legjobb vágás
- díj: legjobb hang
- díj: legjobb hangvágás
- díj: legjobb vizuális effektek

### BAFTA-díj(2000)
- díj: legjobb hang
- díj: legjobb vizuális effektek
- jelölés: legjobb fényképezés
- jelölés: legjobb vágás
- jelölés: legjobb produkciós dizájn

### Grammy-díj(2000)
- jelölés: legjobb soundtrack album

### Csapnivaló Awards(2000)
- díj: Legjobb női főszereplő: Carrie-Anne Moss
- díj: Legjobb férfi főszereplő: Keanu Reeves
- díj: Legjobb vizuális effektusok

## Hatások és magyarázatok
William Irwin: Mátrix filozófia, Bp., Bestline, 2003 ISBN 963-528-728-3
Arra vonatkozóan, hogy a filmben főszereplő „Neo” (Thomas A. Anderson) igazolványa miért pont 2001. szeptember 11-én jár le, eleddig nem született magyarázat.

## Kulisszatitkok
- Több népszerű filmsztárt is szóba hoztak Neo karakterének az eljátszására, például Brad Pitt, Will Smith, Tom Cruise, Ewan McGregor és Nicolas Cage.
- Morpheus karakterére jelölt volt Sean Connery, Samuel L. Jackson és Gary Oldman.

## A popkultúrában
Rácz Zsuzsa Nesze Neked Terézanyu! című regényében Kéki Kata többször is említi a filmet és Neót, Indiánról pl. ezt gondolja az első találkozásukkor: „Ez itt maga Neo a Mátrixból.”